# Bisalehalli, Arsikere
Bisalehalli là một làng thuộc tehsil Arsikere, huyện Hassan, bang Karnataka, Ấn Độ.